# ブラジリア (小惑星)
ブラジリア (293 Brasilia) は小惑星帯にある小惑星の一つ。ブラジリア族という小規模な小惑星族に属する。なお、ブラジリア族の範囲は研究者によって異なる。
1890年5月20日にニースでオーギュスト・シャルロワによって発見され、ブラジルにちなんで名づけられた。